# Zaommoencyrtus liaoi
Zaommoencyrtus liaoi är en stekelart som först beskrevs av Trjapitzin 1962.  Zaommoencyrtus liaoi ingår i släktet Zaommoencyrtus och familjen sköldlussteklar. Inga underarter finns listade i Catalogue of Life.